# 57 av. J.-C.
Cette page concerne l'année 57 av. J.-C. du calendrier julien proleptique.

## Événements
- 7 novembre 58 av. J.-C. (1er janvier 697 du calendrier romain) : début à Rome du consulat de Publius Cornelius Lentulus Spinther et Quintus Caecilius Metellus Nepos[1].
- Avril, guerre des Gaules : siège de Bibrax ; victoire de Jules César sur les Belges dirigés par le chef suession Galba à la bataille de l'Aisne (Axona)[2].
- 11 juillet : début du règne conjoint de Cléopâtre VI Tryphaena (morte le 1er septembre) et Bérénice IV (fin en 55 av. J.-C.), fille de Ptolémée XII Aulète et sœur aînée de Cléopâtre VII[3].
- Juillet : victoire de Jules César sur les Nerviens et les Atrebates à la bataille du Sabis[2]. Commios est reconnu comme roi des Atrébates par César[4].
- 4 août : rappel de Cicéron d’exil. Il rentre à Rome un mois plus tard[5].
- Été : Publius Crassus intervient en Armorique avec la VII légion. Il ne rencontre pas de résistance mais lorsqu'il envoie des émissaires pendant l’hiver pour réquisitionner des grains auprès des Vénètes et des Coriosolites, ceux-ci les retiennent et réclament la libération des otages livrés pendant l’été[6].

- Septembre : prise d’Atuatuca, cité des Aduatuques ; César conquiert la Belgae, la Belgique et les Pays-Bas actuels. Il met ses troupes en quartier d’hiver sur la Loire et retourne en Cisalpine[2].
- Automne : la Legio XII Fulminata de Jules César hivernant en Valais est chassée (bataille d'Octodure)[7].

- Le royaume de Silla est établi à Gwangju en Corée par le roi légendaire Hyeokgeose : début de la période des Trois Royaumes[8].
- Alexandre, fils d'Aristobule II, s’enfuit de Rome et réussit à réunir en Judée une armée de 10 000 fantassins fortement armés et de 1 000 cavaliers. Il se rend maître de plusieurs places, mais il est battu par le nouveau gouverneur de Syrie Gabinius[9].

## Décès
- Phraatès III, roi des Parthes.
- Lucullus, homme d'État et général romain (date approximative).